# Martiño Rivas
Martiño Rivas López (La Coruña, España; 10 de enero de 1985), conocido como Martiño Rivas, es un actor español conocido por sus actuaciones en las series de televisión El internado (2007-2010) como Marcos Novoa y Las chicas del cable (2017-2020) como Carlos Cifuentes.

## Biografía
Martiño Rivas, es hijo del escritor y poeta español en lengua gallega Manuel Rivas. Tiene una hermana llamada Sol Rivas. Cursó el bachillerato en Londres y estudió Comunicación Audiovisual en la Universidad de Santiago de Compostela. También estudió teatro en la escuela Espazo Aberto.
A los 13 años empezó a trabajar en la serie Mareas vivas de TVG, donde estuvo desde 1998 a 1999 participando en las tres primeras temporadas de la serie. En 2005 interpretó a David en las dos primeras temporadas de Maridos e mulleres (TVG). Dio el salto a la televisión nacional en SMS (La Sexta) actuando en el arco de episodios 121-125.
En 2007 empezó a interpretar a Marcos Novoa Pazos en la serie El internado (Antena 3). Este papel le dio visibilidad nacional junto a sus compañeros de reparto Yon González, Ana de Armas, Elena Furiase, Blanca Suárez y Daniel Retuerta entre otros. La serie terminó en 2010 tras 7 temporadas en emisión.
Su debut en el cine fue en 2008 con Los girasoles ciegos, dirigida por José Luis Cuerda, junto a Maribel Verdú e Irene Escolar. Por dicha película obtuvo una nominación a los premios Goya como mejor actor revelación.
En 2013 rodó la serie El don de Alba que protagonizó junto a Patricia Montero. Se trata de una adaptación de la serie estadounidense Ghost Whisperer protagonizada por Jennifer Love Hewitt. Ese mismo año protagonizó la producción de Mediaset España Romeo y Julieta junto a la actriz italiana Alessandra Mastronard. En el cine formó parte de la película de comedia Tres bodas de más, de la que fue protagonista junto a Inma Cuesta y Quim Gutiérrez.
De julio a agosto de 2013 rodó en Madrid la película Por un puñado de besos, de nuevo junto a Ana de Armas, que fue estrenada el 16 de mayo de 2014. Se trata de una historia de amor moderna ambientada en Madrid donde interpretó a Dani, un joven periodista.
En 2016 participó como invitado en los dos primeros capítulos de la serie del canal de #0 Web Therapy que protagoniza Eva Hache. En 2017 se incorpora a la serie Sé quien eres de Telecinco donde interpreta el personaje de Marc Castro. En septiembre de 2016 se anunció su fichaje por la serie Las chicas del cable de la plataforma Netflix. La serie se estrenó a principios del año 2017. En 2021 se anuncia su incorporación a la serie de TVE Fuerza de paz, donde interpreta a Ignacio Moreno.
En 2023 protagonizó la serie Nacho, donde interpretó a la estrella de la pornografía Nacho Vidal, y que fue emitida por Atresplayer.

## Vida personal
En 2007 durante el rodaje de Los girasoles ciegos, conoció a Irene Escolar con la que un año después inició una relación de nueve años.

## Filmografía

### Cine
| Año  | Título                 | Personaje | Director                  | Notas        |
| ---- | ---------------------- | --------- | ------------------------- | ------------ |
| 2006 | Atropeite              | Nicolás   | Susana Pérez              | Cortometraje |
| 2008 | Los girasoles ciegos   | Lalo      | José Luis Cuerda          |              |
| 2009 | Universos              | Álex      | José Corbacho y Juan Cruz | Mediometraje |
| 2013 | 3 bodas de más         | Dani      | Javier Ruiz Caldera       |              |
| 2013 | Gente en sitios        | Martiño   | Juan Cavestany            |              |
| 2014 | Por un puñado de besos | Dani      | David Menkes              |              |

### Televisión
| Año       | Título               | Personaje                  | Notas                           |
| --------- | -------------------- | -------------------------- | ------------------------------- |
| 1998-2000 | Mareas vivas         | Daniel                     | Elenco recurrente; 22 episodios |
| 2005      | Maridos e mulleres   | David                      | Elenco recurrente; 21 episodios |
| 2006      | SMS                  | Moisés                     | 5 episodios                     |
| 2007-2010 | El internado         | Marcos Novoa Pazos         | Elenco principal; 71 episodios  |
| 2013      | El don de Alba       | Pablo Escudero             | Protagonista; 13 episodios      |
| 2014      | Romeo y Julieta      | Romeo Montecchi            | Película de televisión          |
| 2016      | Web Therapy          | Mario González             | 2 episodios                     |
| 2017      | Sé quien eres        | Marc Castro                | Elenco principal; 16 episodios  |
| 2017-2020 | Las chicas del cable | Carlos Cifuentes Benavides | Elenco principal; 37 episodios  |
| 2022-2023 | Fuerza de paz        | Ignacio Moreno             | Elenco principal; 8 episodios   |
| 2023      | Nacho                | Nacho Vidal                | Protagonista; 8 episodios       |
| 2025      | El problema final    | Francisco Foxá             | Elenco principal; 5 episodios   |

## Teatro
- Drácula de Bram Stoker. Dir. Eduardo Bazo y Jorge de Juan. Personaje: Jonathan Harker. Gira (2012-2013)
- La Monja Alférez de Domingo Miras. Dir. Juan Carlos Rubio. Personajes: Catalina de Erauso, Jugador 2, Arteaga. Centro Dramático Nacional (2013)
- Cuestión de altura de Sandra García Nieto. Dir. Rubén Cano. Personaje: Rubén. Teatro Español (2014)
- Jauría de Jordi Casanovas. Dir. Miguel del Arco. Personaje: Antonio Guerrero. Teatro Kamikaze y Gira (2019-2021)

## Premios y nominaciones
Premios Goya
| Año  | Categoría              | Película             | Resultado |
| ---- | ---------------------- | -------------------- | --------- |
| 2008 | Mejor actor revelación | Los girasoles ciegos |           |

Festival de cine y televisión de Islantilla
| Año  | Categoría                             | Película     | Resultado |
| ---- | ------------------------------------- | ------------ | --------- |
| 2009 | Camaleón de Honor (Premio revelación) | El internado | Ganador   |

Premios Vieira de Plata
| Año  | Categoría              | Serie        | Resultado |
| ---- | ---------------------- | ------------ | --------- |
| 2008 | Mejor actor revelación | El Internado | Ganador   |

Premios EP3
| Año  | Categoría              | Película             | Resultado |
| ---- | ---------------------- | -------------------- | --------- |
| 2008 | Mejor actor revelación | Los girasoles ciegos | Ganador   |